# Tournemire (Aveyron)
Tournemire (okzitanisch Tornamira) ist eine französische Gemeinde des Départements Aveyron in der Region Okzitanien (vor 2016 Midi-Pyrénées) mit 420 Einwohnern (Stand 1. Januar 2022). Administrativ ist sie dem Kanton Saint-Affrique und dem Arrondissement Millau zugeteilt. Die Einwohner werden Tournemirois genannt.

## Geografie
Tournemire liegt etwa sechzehn Kilometer südsüdwestlich von Millau und etwa sechzig Kilometer südöstlich von Rodez in der historischen Region der Rouergue. Umgeben wird Tournemire von den Nachbargemeinden Roquefort-sur-Soulzon im Norden und Westen, Saint-Rome-de-Cernon im Norden, La Bastide-Pradines im Nordosten, Viala-du-Pas-de-Jaux im Osten und Südosten sowie Saint-Jean-et-Saint-Paul im Süden.

## Bevölkerungsentwicklung
| Jahr                      | 1962 | 1968 | 1975 | 1982 | 1990 | 1999 | 2006 | 2013 |
| ------------------------- | ---- | ---- | ---- | ---- | ---- | ---- | ---- | ---- |
| Einwohner                 | 737  | 645  | 521  | 473  | 474  | 416  | 446  | 400  |
| Quelle: Cassini und INSEE |      |      |      |      |      |      |      |      |

## Verkehr
Der Bahnhof Tournemire-Roquefort liegt an der Bahnstrecke Béziers–Neussargues und wird im Regionalverkehr mit TER-Zügen bedient.

## Sehenswürdigkeiten
- Dolmen
- Kirche Notre-Dame-de-l’Assomption
- Schwesternkonvent Notre-Dame aus dem 19. Jahrhundert

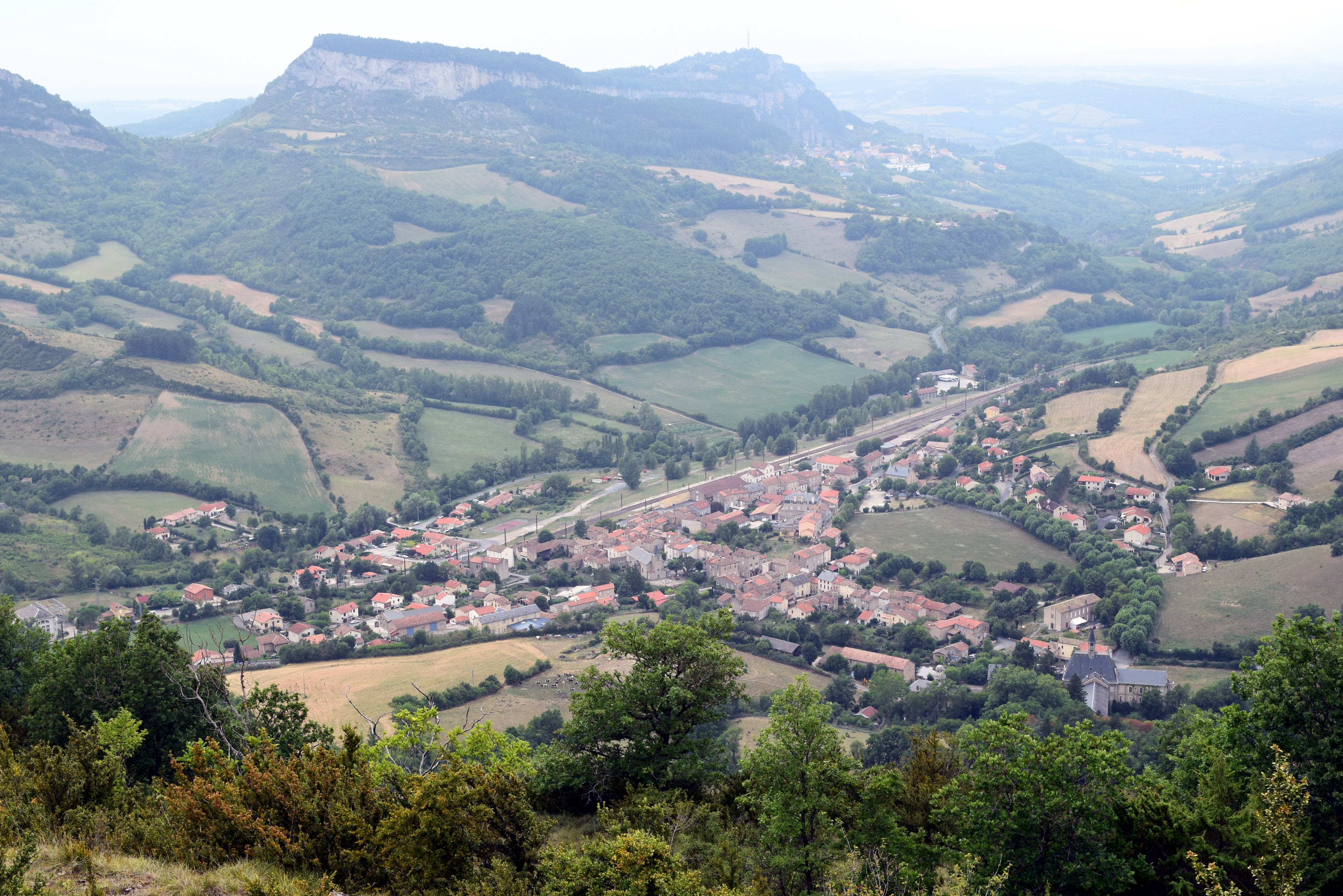
Blick auf Tournemire
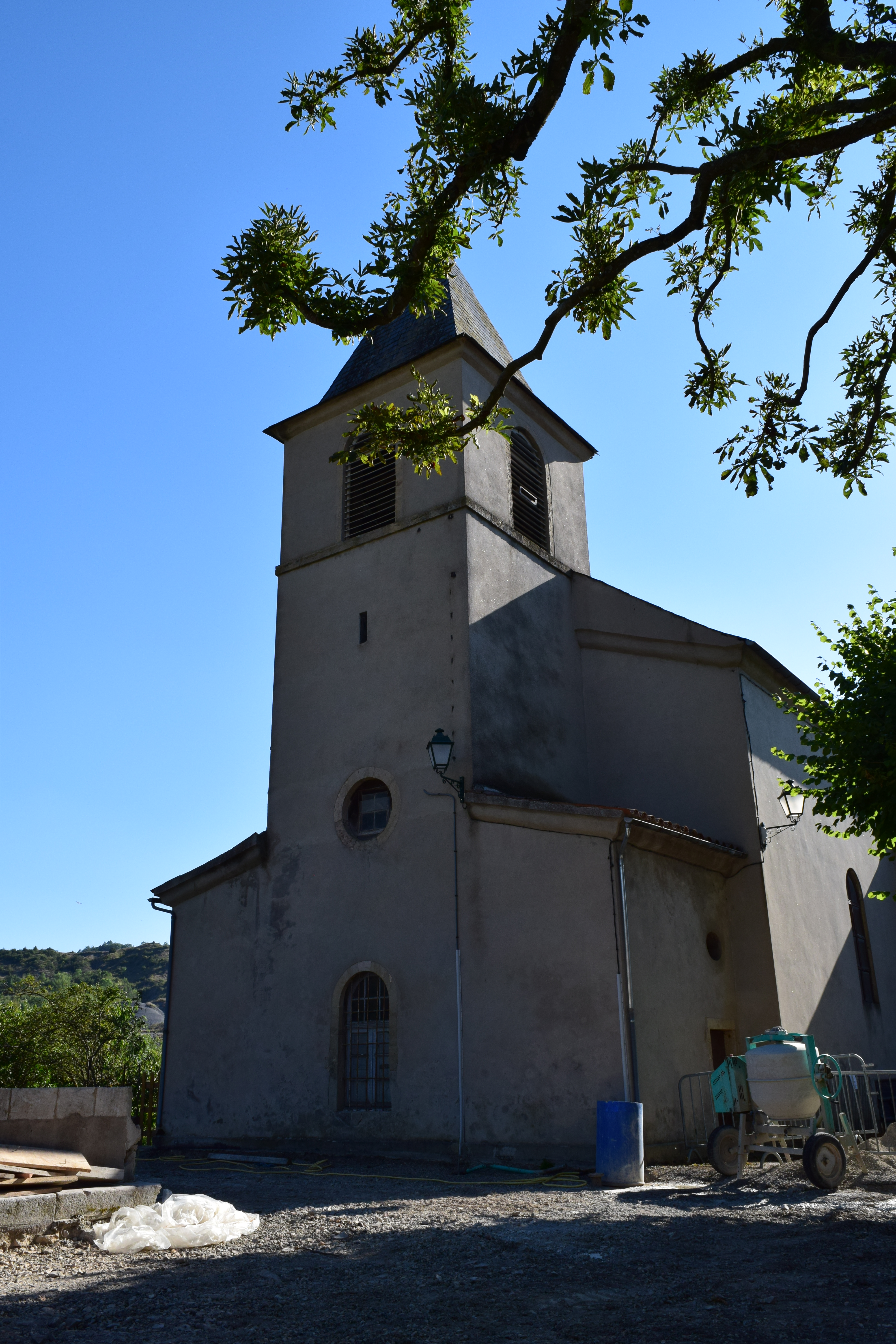
Kirche Notre-Dame-de-l’Assomption
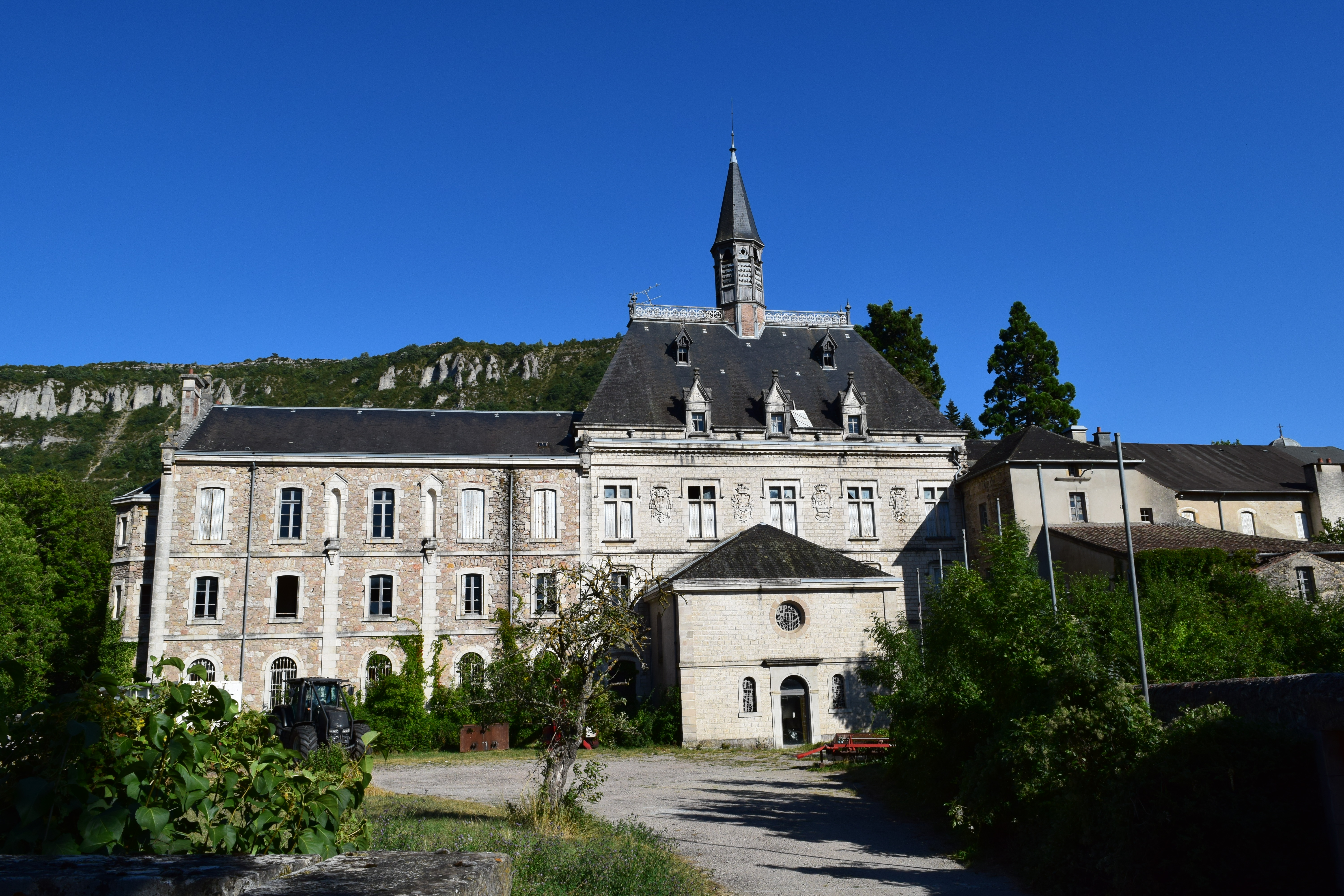
Unser-Liebfrauen-Konvent